# Jules Van Cleemput
Jules Van Cleemput (Wilrijk, 11 april 1997) is een Belgisch voormalig professioneel voetballer die doorgaans als rechtsachter speelde. Hij kwam tussen 2016 en 2025 uit voor KSK Heist, KV Mechelen en Sporting Charleroi.

## Carrière

### KV Mechelen
In 2015 stroomde Van Cleemput door vanuit de jeugdopleiding van KV Mechelen. Om hem meer ervaring te laten opdoen werd hij in januari 2016 voor een half seizoen uitgeleend aan tweedeklasser KSK Heist. Van Cleemput kwam er in 12 wedstrijden in actie waarin hij 1 doelpunt wist te scoren. Hierna keerde hij terug naar Mechelen waar hij sporadisch aan spelen toe kwam. Het was hoofdtrainer Yannick Ferrera die hem zijn eerste speelminuten op het hoogste niveau gef. Nadat Mechelen degradeerde werd Van Cleemput basisspeler in het seizoen 2018/19. Het werd een topseizoen waarin kampioen gespeeld werd in Eerste Klasse B waardoor Mechelen na één seizoen dus al terugkeerde naar het hoogste niveau. Daarnaast werd ook de Beker van België gewonnen. Op die momenten was hij weliswaar geblesseerd. Het seizoen 2019/20 startte Van Cleemput als basisspeler op de positie van rechtsachter, maar met verloop van tijd verloor hij zijn basisplaats aan het jonge Burkinese talent Issa Kabore.

### Sporting Charleroi
In oktober 2020 werd Van Cleemput getransfereerd naar reeksgenoot Sporting Charleroi. Hij moest hier de vervanger worden van de vaste rechtsachter Maxime Busi die naar het Italiaanse Parma Calcio 1913 vertrok. De verdediger speelde vier seizoenen bij de Zebra's.

### KV Mechelen II
In 2024 keerde Van Cleemput terug naar KV Mechelen. Door aanhoudend blessureleed kondigde de 27-jarige verdediger op 28 februari 2025 vroegtijdig het einde van zijn professionele voetbalcarrière aan.

## Statistieken
| Seizoen         | Club               | Competitie      | Competitie | Competitie | Beker | Beker | Supercup | Supercup | Totaal | Totaal |
| Seizoen         | Club               | Competitie      | Wed.       | Dlp.       | Wed.  | Dlp.  | Wed.     | Dlp.     | Wed.   | Dlp.   |
| --------------- | ------------------ | --------------- | ---------- | ---------- | ----- | ----- | -------- | -------- | ------ | ------ |
| 2015-16         | KV Mechelen        | Eerste klasse   | 0          | 0          | 0     | 0     | —        | —        | 0      | 0      |
| 2015-16         | → KSK Heist        | Tweede klasse   | 12         | 1          | 0     | 0     | —        | —        | 12     | 1      |
| 2016-17         | KV Mechelen        | Eerste klasse A | 10         | 0          | 0     | 0     | —        | —        | 10     | 0      |
| 2017-18         | KV Mechelen        | Eerste klasse A | 3          | 0          | 0     | 0     | —        | —        | 3      | 0      |
| 2018-19         | KV Mechelen        | Eerste klasse B | 17         | 0          | 2     | 0     | —        | —        | 19     | 0      |
| 2019-20         | KV Mechelen        | Eerste klasse A | 23         | 0          | —     | —     | 1        | 0        | 24     | 0      |
| 2020-21         | KV Mechelen        | Eerste klasse A | 1          | 0          | 0     | 0     | —        | —        | 1      | 0      |
| 2020-21         | Sporting Charleroi | Eerste klasse A | 18         | 0          | 1     | 0     | —        | —        | 19     | 0      |
| 2021-22         | Sporting Charleroi | Eerste klasse A | 21         | 2          | 1     | 0     | —        | —        | 22     | 2      |
| 2022-23         | Sporting Charleroi | Eerste klasse A | 8          | 0          | 0     | 0     | —        | —        | 8      | 0      |
| 2023-24         | Sporting Charleroi | Eerste klasse A | 9          | 0          | 1     | 0     | —        | —        | 10     | 0      |
| 2024-25         | KV Mechelen        | Eerste klasse A | 10         | 0          | 1     | 0     | —        | —        | 11     | 0      |
| Carrière totaal | Carrière totaal    | Carrière totaal | 129        | 3          | 6     | 0     | 1        | 0        | 136    | 3      |

## Palmares
| Competitie               | Aantal      | Jaren       |             |             |
| KV Mechelen              | KV Mechelen | KV Mechelen | KV Mechelen | KV Mechelen |
| ------------------------ | ----------- | ----------- | ----------- | ----------- |
| Nationaal                |             |             |             |             |
| Kampioen Eerste Klasse B | 1x          | 2018/2019   |             |             |
| Beker van België         | 1x          | 2019        |             |             |

Bron: soccerway.com